# Sara Takanashi
Sara Takanashi (高梨 沙羅?, Takanashi Sara; Kamikawa, 8 ottobre 1996) è una saltatrice con gli sci giapponese, vincitrice di quattro Coppe del Mondo, di una medaglia olimpica e di sette iridate.

## Biografia

### Stagioni 2009-2012
Ha debuttato a livello internazionale il 3 marzo 2009 a Zaō in Coppa Continentale, giungendo 19ª. L'anno successivo, nella stessa località è salita per la prima volta sul podio in una gara della massima competizione femminile di salto prima dell'istituzione della Coppa del Mondo nella stagione 2012.
Nel 2011 ha partecipato ai Mondiali di Oslo piazzandosi al sesto posto. A Lillehammer il 3 dicembre dello stesso anno ha preso parte alla gara d'esordio assoluto della Coppa del Mondo a livello femminile, terminando in quinta posizione; l'8 gennaio 2012 a Hinterzarten ha colto il suo primo podio arrivando seconda nell'individuale HS108. La settimana successiva, sempre nell'individuale, ha conquistato la medaglia d'oro ai I Giochi olimpici giovanili invernali di Innsbruck, mentre il 3 marzo 2012 a Zaō ha colto la prima vittoria in Coppa; nella stessa stagione, ai Mondiali juniores di Erzurum ha vinto l'oro dal trampolino normale sia nella gara individuale che in quella a squadre.

### Stagioni 2013-2025
Nel 2013, dopo aver bissato l'oro nel trampolino normale ai Mondiali juniores di Liberec, si è aggiudicata la Coppa del Mondo e due medaglie ai Mondiali in Val di Fiemme. Nella stagione 2014 ha dominato la stagione, andando a podio in tutte le gare di Coppa (sedici le vittorie) e aggiudicandosi la sua seconda coppa di cristallo a cinque gare dalla fine, il 1º marzo; tuttavia ai XXII Giochi olimpici invernali di Soči 2014 non ha vinto medaglie, chiudendo al quarto posto l'unica gara in programma (dal trampolino normale).
Ai Mondiali di Falun 2015 ha vinto la medaglia di bronzo nella gara a squadre mista dal trampolino normale e si è classificata 4ª nel trampolino normale, mentre in quella stagione in Coppa del Mondo si è classificata al 2º posto, superata dall'austriaca Daniela Iraschko di 34 punti. È tornata ad aggiudicarsi la coppa di cristallo nelle stagioni 2015-2016 e 2016-2017; ai Mondiali di Lahti 2017 ha vinto la medaglia di bronzo sia nel trampolino normale, sia nella gara a squadre mista dal trampolino normale. Ai XXIII Giochi olimpici invernali di Pyeongchang 2018 ha vinto la medaglia di bronzo nel trampolino normale; l'anno dopo ai Mondiali di Seefeld in Tirol è stata 6ª nel trampolino normale, 6ª nella gara a squadre e 5ª nella gara a squadre mista, mentre a quelli di Oberstdorf 2021 ha vinto la medaglia d'argento nel trampolino lungo, quella di bronzo nel trampolino normale e si è classificata 4ª nella gara a squadre e 5ª nella gara a squadre mista. Ai XXIV Giochi olimpici invernali di Pechino 2022 si è classificata 4ª nel trampolino normale e 4ª nella gara a squadre mista; ai Mondiali di Planica 2023 si è piazzata 20ª nel trampolino normale e a quelli di Trondheim 2025 è stata 14ª nel trampolino normale, 12ª nel trampolino lungo, 5ª nella gara a squadre e 5ª nella gara a squadre mista.

## Palmarès

### Olimpiadi
- 1 medaglia:
  - 1 bronzo (trampolino normale a Pyeongchang 2018)

### Olimpiadi giovanili
- 1 medaglia:
  - 1 oro (trampolino normale a Innsbruck 2012)

### Mondiali
- 7 medaglie:
  - 1 oro (gara a squadre mista dal trampolino normale a Val di Fiemme 2013)
  - 2 argenti (trampolino normale a Val di Fiemme 2013; trampolino lungo a Oberstdorf 2021)
  - 4 bronzi (gara a squadre mista dal trampolino normale a Falun 2015; trampolino normale, gara a squadre mista dal trampolino normale a Lahti 2017; trampolino normale a Oberstdorf 2021)

### Mondiali juniores
- 5 medaglie:
  - 5 ori (trampolino normale, gara a squadre a Erzurum 2012; trampolino normale a Liberec 2013; trampolino normale, gara a squadre a Val di Fiemme 2014)

### Coppa del Mondo
- Vincitrice della Coppa del Mondo nel 2013, nel 2014, nel 2016 e nel 2017
- 122 podi (116 individuali, 6 a squadre):
  - 66 vittorie (63 individuali, 3 a squadre)
  - 33 secondi posti (31 individuali, 2 a squadre)
  - 23 terzi posti (22 individuali, 1 a squadre)

#### Coppa del Mondo - vittorie
| Data             | Località             | Nazione       | Trampolino                                                     |
| ---------------- | -------------------- | ------------- | -------------------------------------------------------------- |
| 3 marzo 2012     | Zaō                  | Giappone      | Yamagata HS100                                                 |
| 24 novembre 2012 | Lillehammer          | Norvegia      | Lysgårdsbakken HS100                                           |
| 14 dicembre 2012 | Ramsau am Dachstein  | Austria       | W90-Mattensprunganlage HS98                                    |
| 5 gennaio 2013   | Schonach             | Germania      | Langenwaldschanze HS106                                        |
| 13 gennaio 2013  | Hinterzarten         | Germania      | Rothaus HS108                                                  |
| 10 febbraio 2013 | Zaō                  | Giappone      | Yamagata HS100                                                 |
| 10 febbraio 2013 | Zaō                  | Giappone      | Yamagata HS100                                                 |
| 16 febbraio 2013 | Ljubno               | Slovenia      | Logarska dolina HS95                                           |
| 17 febbraio 2013 | Ljubno               | Slovenia      | Logarska dolina HS95                                           |
| 6 dicembre 2013  | Lillehammer          | Norvegia      | Lysgårdsbakken HS100 (con Yūki Itō, Daiki Itō e Taku Takeuchi) |
| 7 dicembre 2013  | Lillehammer          | Norvegia      | Lysgårdsbakken HS100                                           |
| 21 dicembre 2013 | Hinterzarten         | Germania      | Rothaus HS108                                                  |
| 22 dicembre 2013 | Hinterzarten         | Germania      | Rothaus HS108                                                  |
| 3 gennaio 2014   | Čajkovskij           | Russia        | Snežinka HS106                                                 |
| 11 gennaio 2014  | Sapporo              | Giappone      | Miyanomori HS100                                               |
| 12 gennaio 2014  | Sapporo              | Giappone      | Miyanomori HS100                                               |
| 18 gennaio 2014  | Zaō                  | Giappone      | Yamagata HS100                                                 |
| 19 gennaio 2014  | Zaō                  | Giappone      | Yamagata HS100                                                 |
| 1º febbraio 2014 | Hinzenbach           | Austria       | Aigner HS85                                                    |
| 2 febbraio 2014  | Hinzenbach           | Austria       | Aigner HS85                                                    |
| 1º marzo 2014    | Râșnov               | Romania       | Valea Cărbunării HS100                                         |
| 2 marzo 2014     | Râșnov               | Romania       | Valea Cărbunării HS100                                         |
| 8 marzo 2014     | Oslo                 | Norvegia      | Holmenkollen HS134                                             |
| 15 marzo 2014    | Falun                | Svezia        | Lugnet HS100                                                   |
| 22 marzo 2014    | Planica              | Slovenia      | Bloudkova velikanka HS139                                      |
| 10 gennaio 2015  | Sapporo              | Giappone      | Miyanomori HS100                                               |
| 11 gennaio 2015  | Sapporo              | Giappone      | Miyanomori HS100                                               |
| 8 febbraio 2015  | Râșnov               | Romania       | Valea Cărbunării HS100                                         |
| 14 febbraio 2015 | Ljubno               | Slovenia      | Logarska dolina HS95                                           |
| 15 febbraio 2015 | Ljubno               | Slovenia      | Logarska dolina HS95                                           |
| 13 marzo 2015    | Oslo                 | Norvegia      | Holmenkollen HS134                                             |
| 4 dicembre 2015  | Lillehammer          | Norvegia      | Lysgårdsbakken HS100                                           |
| 13 dicembre 2015 | Nižnij Tagil         | Russia        | Aist HS100                                                     |
| 16 gennaio 2016  | Sapporo              | Giappone      | Miyanomori HS100                                               |
| 17 gennaio 2016  | Sapporo              | Giappone      | Miyanomori HS100                                               |
| 22 gennaio 2016  | Zaō                  | Giappone      | Yamagata HS100                                                 |
| 23 gennaio 2016  | Zaō                  | Giappone      | Yamagata HS100                                                 |
| 30 gennaio 2016  | Oberstdorf           | Germania      | Schattenberg HS106                                             |
| 31 gennaio 2016  | Oberstdorf           | Germania      | Schattenberg HS106                                             |
| 4 febbraio 2016  | Oslo                 | Norvegia      | Holmenkollen HS134                                             |
| 6 febbraio 2016  | Hinzenbach           | Austria       | Aigner HS94                                                    |
| 7 febbraio 2016  | Hinzenbach           | Austria       | Aigner HS94                                                    |
| 19 febbraio 2016 | Lahti                | Finlandia     | Salpausselkä HS100                                             |
| 27 febbraio 2016 | Almaty               | Kazakistan    | Gorney Gigant HS106                                            |
| 28 febbraio 2016 | Almaty               | Kazakistan    | Gorney Gigant HS106                                            |
| 2 dicembre 2016  | Lillehammer          | Norvegia      | Lysgårdsbakken HS100                                           |
| 3 dicembre 2016  | Lillehammer          | Norvegia      | Lysgårdsbakken HS100                                           |
| 11 dicembre 2016 | Nižnij Tagil         | Russia        | Aist HS100                                                     |
| 7 gennaio 2017   | Oberstdorf           | Germania      | Schattenberg HS137                                             |
| 8 gennaio 2017   | Oberstdorf           | Germania      | Schattenberg HS137                                             |
| 29 gennaio 2017  | Râșnov               | Romania       | Valea Cărbunării HS100                                         |
| 4 febbraio 2017  | Hinzenbach           | Austria       | Aigner HS94                                                    |
| 5 febbraio 2017  | Hinzenbach           | Austria       | Aigner HS94                                                    |
| 16 febbraio 2017 | Pyeongchang Alpensia | Corea del Sud | Alpensia HS109                                                 |
| 16 dicembre 2017 | Hinterzarten         | Germania      | Rothaus HS108 (con Yūki Itō, Kaori Iwabuchi e Yūka Setō)       |
| 20 gennaio 2018  | Zaō                  | Giappone      | Yamagata HS102 (con Kaori Iwabuchi, Yūka Setō e Yūki Itō)      |
| 24 marzo 2018    | Oberstdorf           | Germania      | Schattenberg HS106                                             |
| 25 marzo 2018    | Oberstdorf           | Germania      | Schattenberg HS106                                             |
| 11 febbraio 2019 | Ljubno               | Slovenia      | Logarska dolina HS95                                           |
| 9 marzo 2020     | Lillehammer          | Norvegia      | Lysgårdsbakken HS140                                           |
| 6 febbraio 2021  | Hinzenbach           | Austria       | Aigner HS90                                                    |
| 7 febbraio 2021  | Hinzenbach           | Austria       | Aigner HS90                                                    |
| 19 febbraio 2021 | Râșnov               | Romania       | Valea Cărbunării HS97                                          |
| 1º gennaio 2022  | Ljubno               | Slovenia      | Logarska dolina HS94                                           |
| 2 marzo 2022     | Lillehammer          | Norvegia      | Lysgårdsbakken HS140                                           |
| 6 marzo 2022     | Oslo                 | Norvegia      | Holmenkollen HS134                                             |

#### Summer Grand Prix
- Vincitrice della classifica generale nel 2012, nel 2013, nel 2014, nel 2015, nel 2016, nel 2017, nel 2018 e nel 2019